# Anaudia felderi
Anaudia felderi is een vlinder uit de familie wespvlinders (Sesiidae), onderfamilie Sesiinae.
Anaudia felderi is voor het eerst wetenschappelijk beschreven door Wallengren in 1863. De soort komt voor in het Afrotropisch gebied.